# Liste der Biografien/Andert
Liste der Biografien |
Portal Biografien |
Personensuche
# |
A |
B |
C |
D |
E |
F |
G |
H |
I |
J |
K |
L |
M |
N |
O |
P |
Q |
R |
S |
T |
U |
V |
W |
X |
Y |
Z |
?
 
Aa |
Ab |
Ac |
Ad |
Ae |
Af |
Ag |
Ah |
Ai |
Aj |
Ak |
Al |
Am |
An |
Ao |
Ap |
Aq |
Ar |
As |
At |
Au |
Av |
Aw |
Ax |
Ay |
Az
 
Ana–Anc |
And |
Ane |
Anf |
Ang |
Anh |
Ani |
Anj |
Ank |
Anl |
Anm |
Ann |
Ano |
Anp |
Anq |
Anr |
Ans |
Ant–Anz
 
Anda |
Ande |
Andh |
Andi |
Andj |
Andl |
Ando |
Andr |
Ands |
Andu |
Andy |
Andz
 
Andec |
Andel |
Andem |
Anden |
Andeo |
Ander |
Andes |
Andew |
Andex
 
Andera |
Anderb |
Andere |
Anderg |
Anderh |
Anderi |
Anderk |
Anderl |
Anderm |
Andern |
Anderr |
Anders |
Andert |
Anderw |
Anderz
Die Liste der Biografien führt alle Personen auf, die in der deutschsprachigen Wikipedia einen Artikel haben. Dieses ist eine Teilliste mit 8 Einträgen von Personen, deren Namen mit den Buchstaben „Andert“ beginnt.

## Andert
- Andert, Herbert (1910–2010), deutscher Mundartdichter, Mundartpfleger und -forscher der Oberlausitzer Mundart
- Andert, Hermann (1879–1945), Oberlausitzer Paläontologe, Geologe und Bankdirektor
- Andert, Reinhold (* 1944), deutscher Liedermacher und AutorReinhold Andert (* 1944)

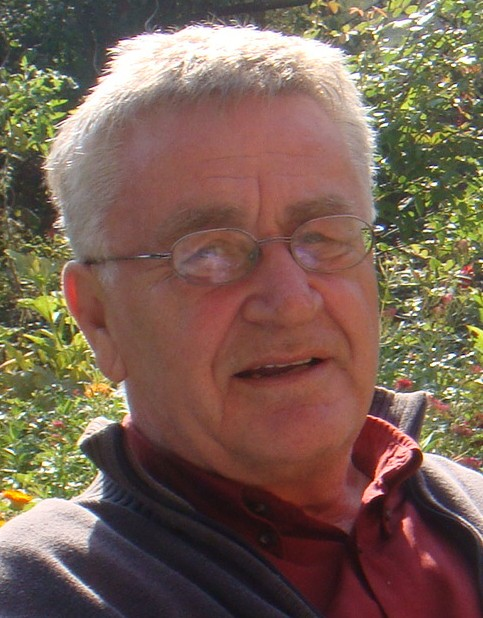
Reinhold Andert (* 1944)

- Andert, Werner (1907–1983), deutscher Heimatforscher und Volkskundler

### Anderte
- Anderten, Maria Elisabeth von (1664–1684), deutsche Jungfrau
- Anderten, Volkmar von († 1481), deutscher römisch-katholischer Geistlicher, Domherr in Lübeck

### Anderto
- Anderton, Darren (* 1972), englischer Fußballspieler
- Anderton, Jim (1938–2018), neuseeländischer Politiker